# Высшая политическая школа имени Ивана Ильина
Высшая политическая школа имени Ивана Ильина — учебно-научный центр при РГГУ. Создан по решению учёного совет РГГУ 27 июня 2023 года. Является структурным подразделением Российского государственного гуманитарного университета.

## История
Создана 27 июня 2023 года решением учёного совета РГГУ. Должность директора учебно-научного центра занял доктор социологических наук, доктор политических наук, кандидат философских наук, русский философ Александр Дугин. Презентация Школы состоялась 27 января 2024 года на научно-практической конференции «Духовно-нравственное воспитание в высшей школе» в московском Храме Христа Спасителя: Александр Дугин охарактеризовал имеющееся в России гуманитарное образование как антироссийское и западоцентричное, а митрополит Евгений, председатель Синодального отдела религиозного образования и катехизации Русской православной церкви, поддержал образовательную инициативу Дугина, отметив, что важнейшей задачей Высшей политической школы станет подготовка проректоров высших школ по воспитательной работе.

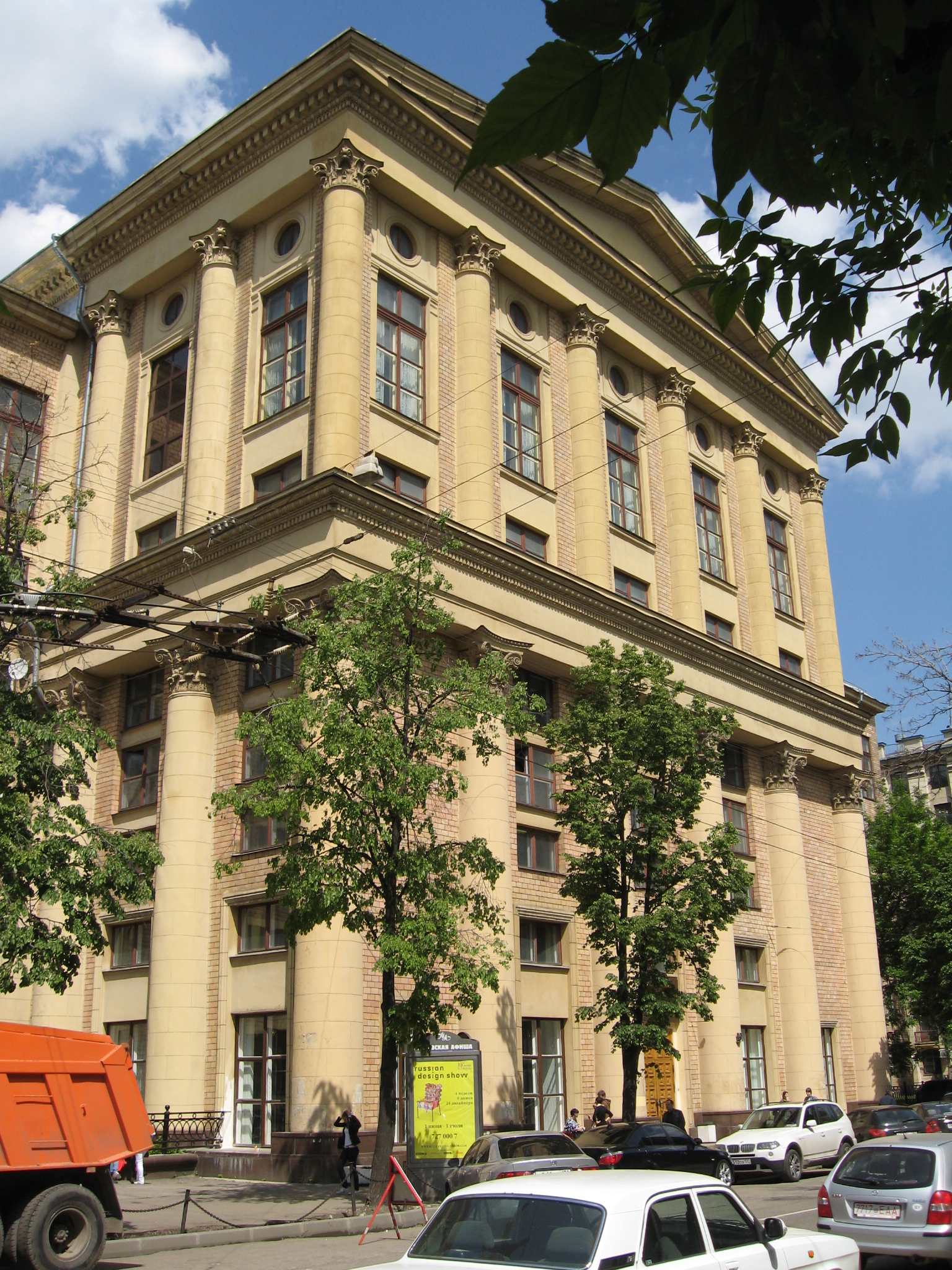
Адрес: Москва, Миусская площадь, д.6, корп. 5, каб. 515

## Цель и основные задачи
В положении о создании ВПШ указано, что целью учебного центра является — разработка и реализация нового подхода (социогуманитарной парадигмы) в отечественном преподавании гуманитарных и общественных дисциплин, направленного на формирование мировоззрения обучающихся с опорой на российскую цивилизационную идентичность и традиционные российские духовно-нравственные ценности.
Основными задачами ВПШ являются: научно-исследовательское сопровождение разработки — новой социогуманитарной парадигмы, а также учебно-методическое сопровождение имплементации указанных разработок в преподавание конкретных социальных и гуманитарных дисциплин (философия, политология, психология, история, юриспруденция, филология, лингвистика, культурология, искусствоведение, социология, педагогика, антропология, этнология и др.). Разработка и реализация образовательных программ в соответствии с направлениями деятельности ВПШ, включая разработку и реализацию программ дополнительного профессионального образования (повышения квалификации) профессорско-преподавательского состава и административно-управленческого персонала образовательных организаций высшего уровня.

## Реакция
12 апреля 2024 года студенты РГГУ потребовали переименования Школы, опубликовав петицию на сайте Change.org. «Научный центр одного из ведущих ВУЗов страны-победительницы фашизма не может носить имя сторонника фашистских идей», — отмечается в петиции. «Переименуем мы не нашу Школу, а её оголтелых противников. И так переименуем, что мало не покажется», — ответил на это Александр Дугин. Ректор РГГУ Александр Безбородов заявил, что подписи под петицией (к вечеру 15 апреля их набралось около 5500) никем не подтверждены, обвинив в её создании «украинскую агентуру». В официальном ответе Высшей политической школы кампания против имени Ильина в её названии характеризуется как «часть информационной войны Запада и его сторонников против России», в другом официальном письме администрация РГГУ поясняет, что «имя философа Ильина для новой Школы было выбрано не случайно. Помимо того, что он является одним из крупнейших русских философов и публицистов XX века, его часто цитирует президент России Владимир Путин, что является символом консервативного поворота российской политики».
17 апреля 2024 года депутат Государственной Думы РФ от Коммунистической партии Владимир Исаков обратился в министерство образования Российской Федерации и в Генеральную прокуратуру с требованием проверить законность присвоения Высшей политической школе имени Ильина, поскольку, по его мнению, с учётом взглядов и выступлений философа, это может подпадать под статью Уголовного кодекса РФ об оправдании нацизма. С обращением к ректору РГГУ об отмене соответственного решения выступил другой депутат Государственной Думы от КПРФ Денис Парфёнов.
20 июня 2024 года ректор РГГУ Александр Безбородов ушёл в отставку, которая многими медиа была связана со скандалом вокруг Школы имени Ильина.